# Olga Danilović
Olga Danilović (serbisch-kyrillisch Олга Даниловић; * 23. Januar 2001 in Belgrad) ist eine serbische Tennisspielerin.

## Karriere
Danilović begann im Alter von sechs Jahren mit dem Tennisspielen, sie bevorzugt dabei laut ITF-Profil Hartplätze.
2017 gewann Danilović mit ihrer ukrainischen Partnerin Marta Kostjuk den Titel im Juniorinnen-Doppel bei den US Open.
Im Juli 2018 gewann Danilović, als Lucky Loser ins Hauptfeld vorgestoßen, das WTA-Turnier in Moskau. Im Endspiel bezwang sie Anastassija Potapowa, nachdem sie im Viertelfinale mit Julia Görges die an Nummer 1 gesetzte Spielerin besiegt hatte.
Im Jahr 2018 spielte Danilović erstmals für die serbische Billie-Jean-King-Cup-Mannschaft; ihre Billie-Jean-King-Cup-Bilanz weist bislang 12 Siege bei 8 Niederlagen aus.

## Turniersiege

### Einzel
| Nr. | Datum             | Turnier                  | Kategorie         | Belag     | Finalgegnerin               | Ergebnis       |
| --- | ----------------- | ------------------------ | ----------------- | --------- | --------------------------- | -------------- |
| 1.  | 20. November 2016 | Antalya                  | ITF $10.000       | Sand      | Vivien Juhászová            | 6:2, 6:3       |
| 2.  | 26. März 2017     | Antalya                  | ITF $15.000       | Sand      | Julia Grabher               | 6:3, 6:2       |
| 3.  | 26. März 2018     | Santa Margherita di Pula | ITF $25.000       | Sand      | Federica Di Sarra           | 6:4, 6:3       |
| 4.  | 15. Juli 2018     | Versmold                 | ITF $60.000       | Sand      | Laura Siegemund             | 5:7, 6:1, 6:3  |
| 5.  | 29. Juli 2018     | Moskau                   | WTA International | Sand      | Anastassija Potapowa        | 7:5, 61:7, 6:4 |
| 6.  | 8. September 2019 | Montreux                 | ITF W60           | Sand      | Julia Grabher               | 6:2, 6:3       |
| 7.  | 21. Mai 2023      | Madrid                   | ITF W100          | Sand      | Sara Sorribes Tormo         | 6:2, 6:3       |
| 8.  | 15. Juli 2023     | Båstad                   | WTA Challenger    | Sand      | Emma Navarro                | 7:64, 3:6, 6:3 |
| 9.  | 13. Oktober 2024  | Cornellà de Llobregat    | ITF W100          | Hartplatz | Arantxa Rus                 | 6:2, 6:0       |
| 10. | 27. Oktober 2024  | Guangzhou                | WTA 250           | Hartplatz | Caroline Dolehide           | 6:3, 6:1       |
| 11. | 30. März 2025     | Antalya                  | WTA Challenger    | Sand      | Victoria Jiménez Kasintseva | 6:2, 6:3       |

### Doppel
| Nr. | Datum              | Turnier   | Kategorie         | Belag     | Partnerin              | Finalgegnerinnen                  | Ergebnis |
| --- | ------------------ | --------- | ----------------- | --------- | ---------------------- | --------------------------------- | -------- |
| 1.  | 19. November 2016  | Antalya   | ITF $10.000       | Sand      | Berfu Cengiz           | Tayisiya Morderger Yana Morderger | 6:4, 6:4 |
| 2.  | 30. September 2018 | Taschkent | WTA International | Hartplatz | Tamara Zidanšek        | Irina-Camelia Begu Raluca Olaru   | 7:5, 6:3 |
| 3.  | 17. Juli 2022      | Lausanne  | WTA 250           | Sand      | Kristina Mladenovic    | Ulrikke Eikeri Tamara Zidanšek    | kampflos |
| 4.  | 11. September 2022 | Bari      | WTA Challenger    | Sand      | Elisabetta Cocciaretto | Andrea Gámiz Eva Vedder           | 6:2, 6:3 |

## Karrierestatistik und Turnierbilanz

### Einzel
Die letzte Aktualisierung erfolgte nach dem WTA-Turnier in Bad Homburg 2025.
| Turnier                   | 2018      | 2019      | 2020              | 2021              | 2022              | 2023              | 2024      | 2025      | T / T     | S/N       | Sieg%     |
| ------------------------- | --------- | --------- | ----------------- | ----------------- | ----------------- | ----------------- | --------- | --------- | --------- | --------- | --------- |
| Australian Open           | –         | Q1        | Q2                | 2                 | –                 | Q3                | Q2        | AF        | 0 / 2     | 4:2       | 67 %      |
| French Open               | –         | Q2        | Q1                | Q1                | 2                 | 3                 | AF        | 3         | 0 / 4     | 8:4       | 67 %      |
| Wimbledon                 | –         | Q3        | n. a.             | Q1                | –                 | Q1                | 1         | 2         | 0 / 2     | 1:2       | 33 %      |
| US Open                   | Q2        | –         | –                 | 2                 | Q1                | Q1                | Q1        |           | 0 / 1     | 1:0       | 100 %     |
| Dubai                     | a. K.     | –         | a. K.             | –                 | a. K.             | Q1                | –         | –         | 0 / 0     | 0:0       | –         |
| Indian Wells              | –         | Q1        | n. a.             | –                 | –                 | 1                 | –         | 1         | 0 / 2     | 0:2       | 0 %       |
| Miami                     | –         | 1         | n. a.             | 1                 | –                 | Q1                | –         | 1         | 0 / 3     | 0:3       | 0 %       |
| Madrid                    | Q2        | Q1        | n. a.             | –                 | –                 | Q1                | 2         | 2         | 0 / 2     | 2:2       | 50 %      |
| Rom                       | –         | –         | –                 | –                 | –                 | Q1                | Q2        | 2         | 0 / 1     | 1:1       | 50 %      |
| Kanada                    | –         | –         | n. a.             | –                 | –                 | –                 | –         |           | 0 / 0     | 0:0       | –         |
| Cincinnati                | –         | –         | –                 | –                 | –                 | –                 | –         |           | 0 / 0     | 0:0       | –         |
| Peking                    | –         | –         | nicht ausgetragen | nicht ausgetragen | nicht ausgetragen | –                 | –         |           | 0 / 0     | 0:0       | –         |
| Wuhan                     | –         | –         | nicht ausgetragen | nicht ausgetragen | nicht ausgetragen | nicht ausgetragen | –         |           | 0 / 0     | 0:0       | –         |
| Billie Jean King Cup      | PO        | K1        | PO                | PO                | PO                | K1                | –         |           | 0 / 5     | 6:2       | 75 %      |
| Statistik                 | Statistik | Statistik | Statistik         | Statistik         | Statistik         | Statistik         | Statistik | Statistik | S/N       | S/N       | Sieg%     |
| Gewonnene Titel           | 3         | 1         | 0                 | 0                 | 0                 | 2                 | 2         | 1         | Gesamt: 9 | Gesamt: 9 | Gesamt: 9 |
| Gesamt-Siege/-Niederlagen | 32:13     | 30:25     | 11:8              | 20:15             | 19:14             | 26:15             | 38:17     | 19:11     | 195:118   | 195:118   | 62 %      |
| Jahresendposition         | 103       | 187       | 183               | 131               | 150               | 116               | 53        |           | N/A       | N/A       | N/A       |

Zeichenerklärung: S = Turniersieg; F, HF, VF, AF = Einzug ins Finale / Halbfinale / Viertelfinale / Achtelfinale; 1, 2, 3 = Ausscheiden in der 1. / 2. / 3. Hauptrunde; KF (kleines Finale) = unterlegen im Spiel um Platz drei; RR = Round Robin (Gruppenphase); n. a. = nicht ausgetragen; a. K. = andere Kategorie; PO (Play-off) = Auf- und Abstiegsrunde im Billie Jean King Cup; K1, K2, K3 = Teilnahme in der Kontinentalgruppe I, II, III im Billie Jean King Cup.
Anmerkung: Diese Statistik berücksichtigt alle Ergebnisse im Einzel bei ITF- und WTA-Turnieren. Als Quelle dient die ITF- und WTA-Seite der Spielerin. Dargestellt sind nur WTA-Turniere der Kategorien Premier Mandatory und Premier 5 (2009–2020) bzw. die WTA-Turniere der Kategorie 1000 (seit 2021).